# Steven de Jongh

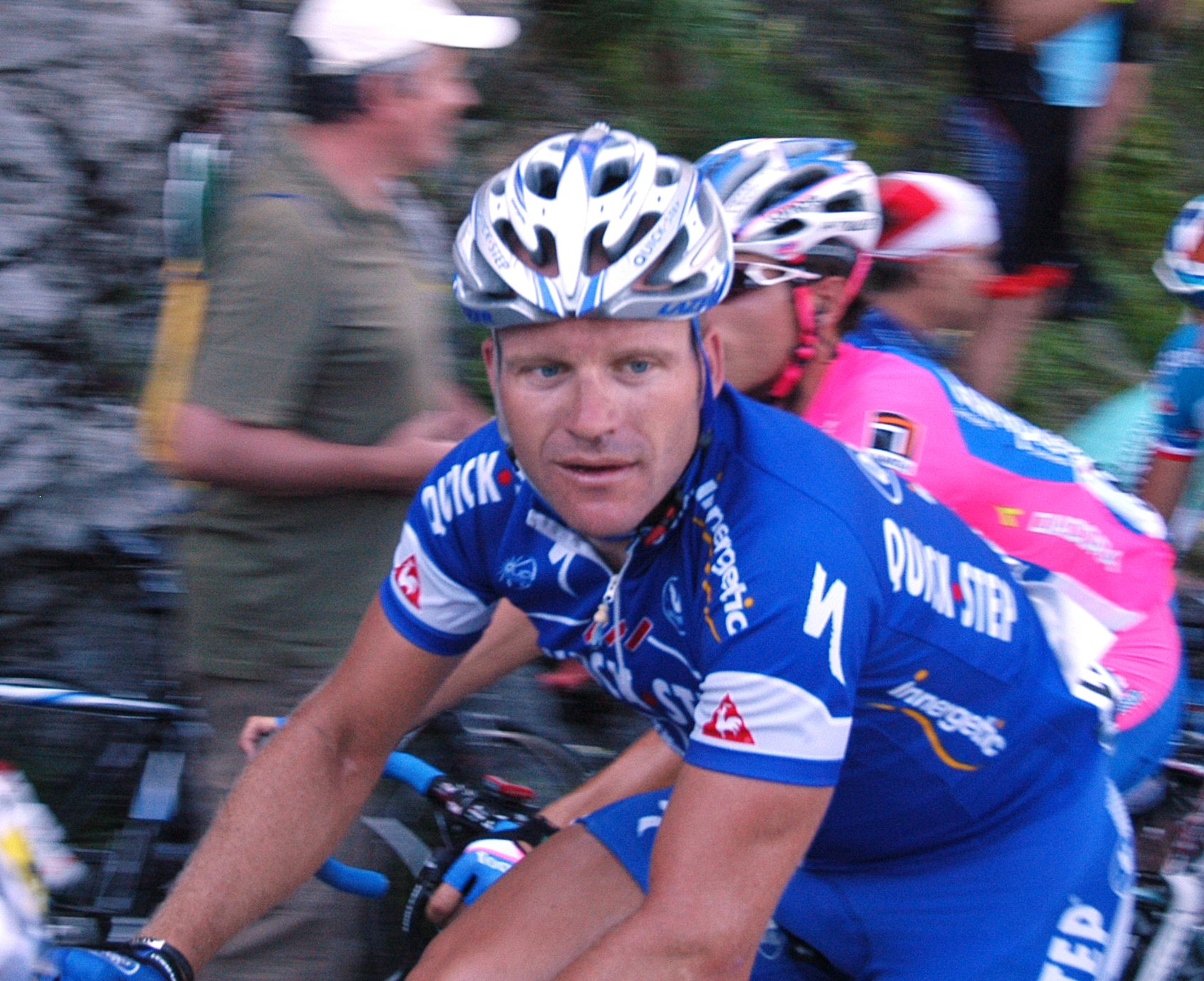
De Jongh in de Tour de France 2007

Steven de Jongh (Alkmaar, 25 november 1973) is een Nederlands voormalig wielrenner, anno 2023 werkzaam als ploegleider voor Lidl-Trek.

## Biografie
De Jongh begon zijn sportcarrière als langebaanschaatser bij het Gewest N-H/U met Barbara de Loor, Nico van der Vlies en Jakko Jan Leeuwangh. Vanaf 1998 stapte hij over naar het wielerpeloton waar hij begon bij TVM. Daarna reed hij 6 jaar voor Rabobank. Daar behaalde hij ook zijn meeste overwinningen zoals 2x Veenendaal-Veenendaal, de E3-Prijs Harelbeke, Kuurne-Brussel-Kuurne en ook nog Nokere Koerse. In 2006 vertrok hij naar Quick·Step. Daar behaalde hij ook nog meerdere overwinningen zoals weer Kuurne-Brussel-Kuurne in 2008 voor Sebastian Langeveld. Eind juli 2009 kondigde hij aan dat hij eind 2009 stopt met wielrennen. Hij reed zijn laatste seizoen een sterk seizoen zo won hij het Kampioenschap van Vlaanderen. Zijn laatste koers was de Giro del Piemonte waarin hij 53e werd. Na zijn actieve loopbaan gaat hij aan de slag als ploegleider bij Team Sky. Hij kondigde wel aan als amateur actief te blijven in het peloton, en dus te blijven koersen.
In oktober 2012 kwam De Jongh met de bekentenis van 1998 tot en met 2000 epo te hebben gebruikt. Hij deed dat toen zijn ploeg Sky ProCycling, waar hij ploegleider was, vereiste dat zijn medewerkers een verklaring moesten ondertekenen dat ze geen dopingverleden hebben. Hij verliet het team en kwam met deze bekentenis.
Vanaf januari 2013 ging de Jongh aan de slag bij Saxo-Tinkoff. Na het opheffen van Saxo-Tinkoff ging de Jongh aan de slag als ploegleider bij Trek-Segafredo en nam Alberto Contador mee.
De Jongh werd in oktober 2018 gewond en bewusteloos aangetroffen in een ravijn langs de weg in Spanje. Hij was vijf uur lang vermist nadat hij niet terugkwam van een fietstocht.

## Belangrijkste overwinningen
1994
- 6e etappe Olympia's Tour
- Dokkum Woudenomloop

1995
- 1e etappe Ronde van Polen

1998
- 2e etappe Ronde van Zweden
- Eindklassement Ronde van Zweden
- 4e etappe Ster van Bessèges

1999
- 7e etappe Tirreno-Adriatico
- 4e etappe Volta a Galega
- 2e etappe Giro della Provinci di Lucca
- 4e etappe Ronde van Castilië en León

2000
- Veenendaal-Veenendaal
- Schaal Sels
- Nationale Sluitingsprijs

2001
- Veenendaal-Veenendaal

2002
- 1e etappe deel B Ronde van Zweden
- 2e etappe Ronde van Zweden
- 2e etappe Ronde van Nederland
- Schaal Sels

2003
- E3-Prijs
- 3e etappe deel A Driedaagse van De Panne
- Schaal Sels

2004
- Kuurne-Brussel-Kuurne

2005
- Nokere Koerse

2006
- 3e etappe deel A Driedaagse van De Panne
- Delta Profronde van Midden-Zeeland

2007
- GP Briek Schotte
- Omloop van het Houtland - Lichtervelde
- Omloop van de Vlaamse Scheldeboorden

2008
- 61e editie Kuurne-Brussel-Kuurne
- Tour de Rijke

2009
- Kampioenschap van Vlaanderen

## Resultaten in voornaamste wedstrijden
| Jaar | Ronde van Italië | Ronde van Frankrijk | Ronde van Spanje |
| ---- | ---------------- | ------------------- | ---------------- |
| 1996 |                  |                     |                  |
| 1997 |                  |                     |                  |
| 1998 |                  | opgave              | opgave           |
| 1999 |                  |                     |                  |
| 2000 | 126e             |                     |                  |
| 2001 |                  | opgave              |                  |
| 2002 | 98e              |                     |                  |
| 2003 |                  |                     | 146e             |
| 2004 |                  |                     |                  |
| 2005 | opgave           |                     |                  |
| 2006 |                  | opgave              |                  |
| 2007 |                  | 123e                |                  |
| 2008 |                  | 125e                |                  |
| 2009 |                  | 153e                |                  |

| Jaar | Milaan-San Remo | Gent-Wevelgem | Ronde van Vlaanderen | Parijs-Roubaix | Amstel Gold Race | Parijs-Brussel | Dwars door Vlaanderen | Omloop Het Volk |  | WK op de weg |  | Wereldranglijsten |
| ---- | --------------- | ------------- | -------------------- | -------------- | ---------------- | -------------- | --------------------- | --------------- |  | ------------ |  | ----------------- |
| 1996 |                 | 89e           | 95e                  | 52e            |                  |                |                       |                 |  |              |  |                   |
| 1997 |                 | 81e           |                      | 68e            |                  |                |                       |                 |  |              |  |                   |
| 1998 | 64e             | 58e           | 68e                  | 54e            |                  |                |                       | 69e             |  | 41e          |  |                   |
| 1999 | 142e            |               |                      | 37e            | 78e              |                | 34e                   | 13e             |  | opgave       |  |                   |
| 2000 | 148e            | 34e           | 82e                  | opgave         |                  | 73e            |                       |                 |  | 78e          |  |                   |
| 2001 | 136e            |               | opgave               | 46e            |                  | 115e           | 15e                   |                 |  | opgave       |  |                   |
| 2002 | 168e            |               | opgave               |                |                  | 15e            |                       | 16e             |  | 162e         |  |                   |
| 2003 |                 | Zilver        | 42e                  | opgave         | 115e             |                |                       |                 |  | opgave       |  |                   |
| 2004 |                 |               | 46e                  | 41e            | opgave           | 42e            | 18e                   |                 |  |              |  |                   |
| 2005 |                 | 14e           | 46e                  | 28e            |                  | 12e            | 27e                   | ↑               |  |              |  |                   |
| 2006 |                 | 99e           |                      | 13e            |                  | Brons          | 20e                   |                 |  |              |  |                   |
| 2007 |                 |               | opgave               | 38e            |                  | 5e             | 24e                   | 10e             |  |              |  | 59e (UPT)         |
| 2008 |                 | 36e           | opgave               | 19e            |                  |                | Zilver                |                 |  | opgave       |  | 147e (UPT)        |
| 2009 |                 |               |                      |                |                  | 49e            |                       |                 |  |              |  |                   |